# Temse
Temse é um município da Bélgica localizado no distrito de Sint-Niklaas, província de Flandres Oriental, região da Flandres.
O município é constituído pelas vilas de Elversele, Steendorp, Temse e Tielrode. O nome Temse deriva do vocábulo Galo-Romano/gaulês 'Tamisiacum' ou 'Tamasiacum'. Isto está também refle(c)tido na palavra francesa 'Tamise', usada até aos inícios do século XX.